# William Moise

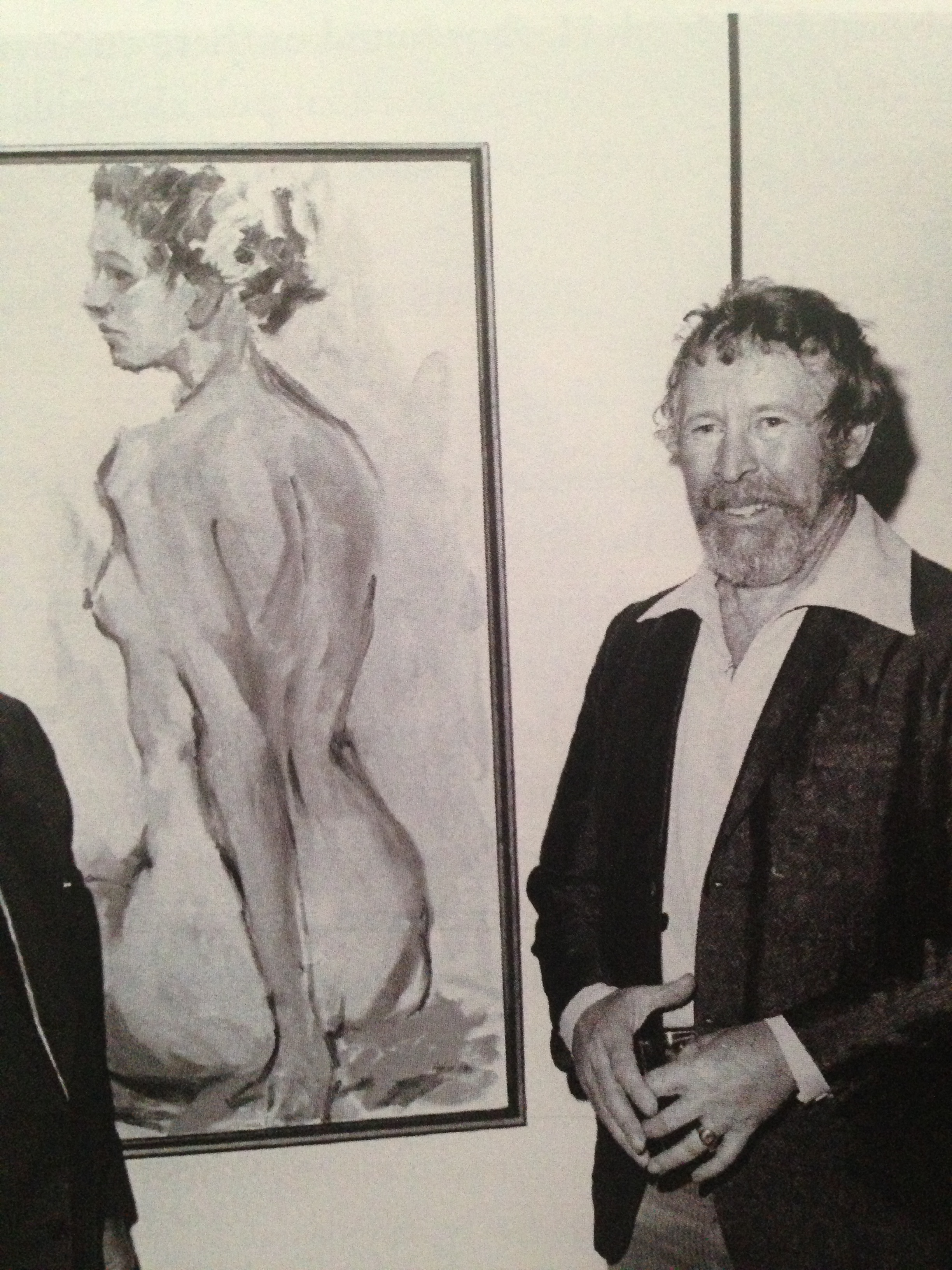
William Moise

William Moise (* 1922; † 1980) war ein US-amerikanischer grafischer Künstler. Er war hauptsächlich als abstrakt-impressionistischer Maler des Amerikanischen Regionalismus bekannt.
Eines seiner Lieblingsmotive war die Landschaft seines Heimatortes Down East, Maine. 1970 schrieb und veröffentlichte er das Buch The Taste of Color, Touch of Love: The Creative World of Abstract Impressionism.
Moise war bis 1973 mit Eva Reich verheiratet. Er starb im Alter von 58 Jahren nach einem Tennisspiel.
| Personendaten    | Personendaten                         |
| ---------------- | ------------------------------------- |
| NAME             | Moise, William                        |
| KURZBESCHREIBUNG | US-amerikanischer grafischer Künstler |
| GEBURTSDATUM     | 1922                                  |
| STERBEDATUM      | 1980                                  |